# Liceales
Liceales is een orde van slijmzwammen. De orde was voor het eerst wetenschappelijk beschreven door E. Jahn in 1928. Het typegeslacht is Licea.
Het bevat de volgende families:
- Cribrariaceae
- Listerellidae
- Liceidae
- Enteridiidae
- Reticulariidae
- Tubiferaceae